# Jean-Michel Grisoni
Pour les articles homonymes, voir Grisoni.
Jean-Michel Grisoni est un ingénieur de recherche CNRS et océanographe à l'Observatoire océanologique de Villefranche-sur-Mer.

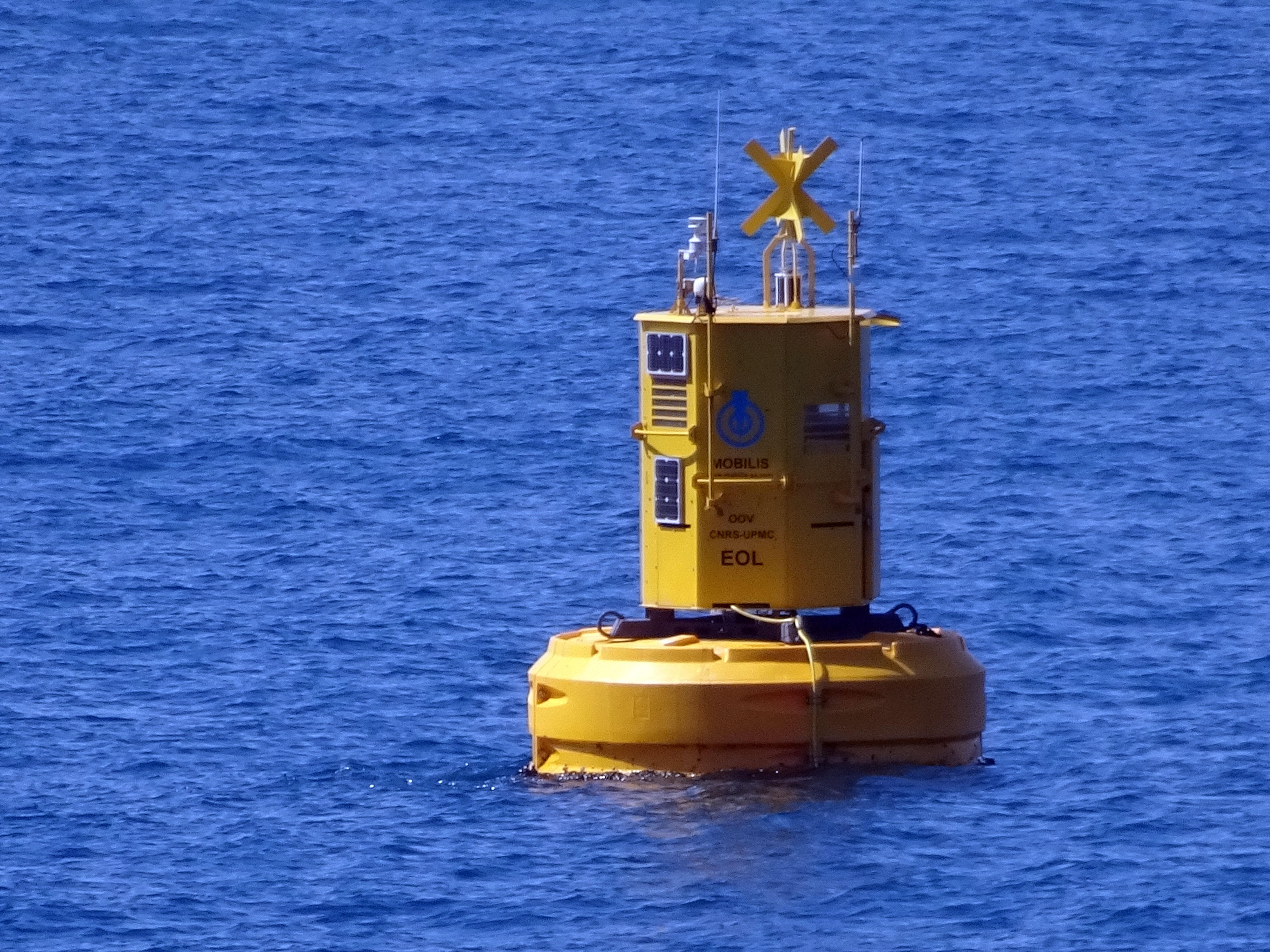
Bouée EOL3 dans la rade de Villefranche-sur-Mer

Il a notamment réalisé un profileur marin automatisé pour le projet EOL (Environnement Observable Littoral).

## Biographie
Il obtient un BTS en 1981 dans un lycée pilote du Var a Lorgues et travaille ensuite à la Société nationale industrielle aérospatiale (SNIAS). Puis il entre à la société Decobecq à Villeneuve-Loubet et ouvre un service de conception de prototype pour l'industrie. Il continue sa formation avec le CNAM avant de rejoindre le CNRS en 1984 ou il passe une thèse d'université de recherche en 3e cycle de la faculté des sciences de Nice en 1992. Il intègre l'Observatoire océanologique de Villefranche-sur-Mer en 1993.

## Récompenses
- 2004 - Lauréat du concours national de la création d'entreprise innovante[2] pour LEO1.
- 2005 - Lauréat du transfert de technologie et de l’innovation[3]
- 2007 - Médaille de cristal du CNRS[4]
- 2019 - Chevalier de l'ordre du Mérite maritime[5],[6]